# Tagalus fordi
Tagalus fordi är en skalbaggsart som beskrevs av Kulzer 1957. Tagalus fordi ingår i släktet Tagalus och familjen svartbaggar. Inga underarter finns listade i Catalogue of Life.